# Tyto multipunctata
A Coruja-fuligem-menor ou Suindara-preta (Tyto multipunctata) é uma espécie de coruja pertencente à família Tytonidae, que reside em regiões tropicais e úmidas da Austrália. O nome "fuligem" é uma referência às penas escuras que esta ave possui.

## Descrição
Uma boa parte do corpo da coruja-fuligem-menor é preta com manchas salpicadas de cinza claro atrás da cabeça, costas, asas e entorno do pescoço. Já o disco facial, parte inferior do peito e pernas são mais esbranquiçados, e o bico sendo marrom-acinzentado pálido. A altura varia entre 31 a 38 centímetros (com as fêmeas sendo maiores que os machos), e pesando cerca de 430 a 540 gramas. Seu chamado é um assobio agudo, que pode soar como um grito de perto. Também utiliza uma variedade de trinados.

## Habitat
Vive na região tropical e úmida da Austrália, com árvores altas e troncos ocos.

## Alimentação e hábitos
A coruja-fuligem-menor caça principalmente pequenos mamíferos, mas também apanha insetos e alguns pássaros. Geralmente voa em poleiros baixos e ataca as presas no solo. É uma ave estritamente noturna. Durante o dia, se esconde na folhagem densa ou em todos os tipos de fendas. Também pode ser vista em clareiras e perto de estradas.